# 大宇K7衝鋒槍
K7衝鋒槍是一款由南韓S&T大宇集团（前稱：大宇精密工業）所研製和生產、在2003年展出，並且獲韓國特種部隊所採用的微声冲锋枪。其前方的整體式消聲器是其最大特色。由於它是以K1卡賓槍所為基礎，因此機匣外部、伸縮式槍托、手槍握把、扳機等都與K1都相同，只是把原來發射的5.56×45毫米北約口徑制式步枪子彈改為發射9×19毫米魯格彈、改用一款新型的護木，以及將槍管前端改為消聲器。
K7在2003年阿拉伯联合酋长国的「國際防務展覽及會議」（IDEX）首次展出。

## 開發背景
K7衝鋒槍於1990年代開始設計，並在2001年定型。
在1988年漢城奧運會舉辦的前後，南韓也引進了「反恐特種部隊」這一概念，並且開始運用德国HK MP5冲锋枪系列。實踐是檢驗真理的唯一標準，經過測試，HK MP5的出色性能得到特種部隊的廣泛好評。特別是HK MP5SD系列，除了反恐部隊以外，也受到其他特種部隊的青睞。
事實上，南韓軍方早已了解到海外很多反恐部隊也裝備了HK MP5SD系列，該槍的整體式消聲器具有出色的消音效果和高命中率，在隱蔽滲透作戰時非常好用。可惜，由於預算問題和上級部門的認識不足等問題相互交加，導致南韓特種部隊裝備HK MP5SD系列的情況並非十分普遍。到了1990年代後期，特種部隊以及水中爆破隊、海豹部隊等單位對於微声冲锋枪的需求呼聲越來越高。以往南韓特種部隊在執行隱蔽滲透作戰的時候，為了實現「無聲殺敵」也嘗試過使用弓弩等方法。但得出的結論卻是，最好還是引進一款優秀的消聲衝鋒槍。
從當時來看，世界上最優秀的消聲衝鋒槍就是德國HK MP5SD系列，但如果想大量進口HK MP5SD系列的話就需要支付很多外匯。而當時的南韓卻因為受到1997年亞洲金融危機的影響，國內正處於急缺外匯的狀態。當時對於他們來說，想進口高質量而且高價位的德製衝鋒槍也是個不小的負擔，所以南韓在當時只能小規模採購。眾所週知，少量購買時的價格必然比大量購買時的價格高昂，而在匯率暴漲的情況以下，據說當時MP5SD系列的南韓進口價格約為每枝₩3,400,000。即使是價格暴漲以後的大宇K2突击步枪，每枝價格也就只是₩800,000，因此以₩3,400,000的價格進口MP5SD系列在其他人眼中可是非常不可思議的事。尤其是一枝科技含量不高的槍械要是單價數萬的話，人們往往會“另眼相看”。
在這一殘酷的現實面前，大宇精密工業（現在改稱為S&T大宇集团）挺身而出，號稱要開發出「性能與MP5SD一樣出色，而且價格便宜的9毫米口徑」衝鋒槍。2001年，K7正式定型。
在2001年的時候的K7的單價為每枝₩2,800,000，多少比MP5SD系列的南韓進口價格稍為便宜。其實MP5SD系列的海外正常售價並不是那麼高，只是因為南韓當時購買數量不多、而且經濟處於因亞洲金融危機導致滙率大漲的非常時刻，這些因素相互疊加進而導致當時南韓進口MP5SD系列的價格達到了每枝₩3,400,000。因此如果性能的差別不大的話，選擇比較便宜的國產武器K7的確一條出路。而且國產的另一項優勢為：零部件的通用性和國內供應商方便快捷的售後服務。

## 設計細節
K7整體設計思路與柯爾特M635 9毫米衝鋒槍相差無異。它就是以氣動式自動原理步槍為藍本，移除氣動式結構，並且轉換成為發射9毫米口徑彈藥而相對地簡單的反沖作用槍機自動原理槍械。因此，K7亦沒有採用K1的直噴氣動式系統（與M16採用的氣動系統相同）或K2的加利爾（由AK-47衍生而來）的長行程活塞氣動式系統，K7使用的是滾輪延遲反衝式系統。同樣地，K7的槍機除了抽殼鈎和擊針以外可說是一個名副其實的「鐵塊」，這與槍機機框上具有槍機頭、而機頭上又具上閉鎖鎖耳（英語：Lug）的K1A截然不同。
雖然K7的綜合性能無法與HK MP5SD系列相媲美，但仍然可以進行比較。K7的後座力不大，集彈性也不錯。而MP5方面，其並沒有採用過多的減輕後座等特殊設計，因為它的設計初衷是最大限度地採用G3自动步枪的自動原理，而這一點恰恰又成為了它的優點。因為，採用了滾輪延遲反衝式自動原理的G3的槍機重量很小，而且前後往返速度也不快。但如果K7在價格的意義上和類似的MP5SD系列比較的話，K7會比HK MP5SD系列便宜，但仍然有相若於HK MP5SD系列的優越操作性和可靠性等優勢。
MP5的高精度和出色的反恐性能與它的滾輪延遲反衝式自動原理、以步槍為藍本的設計細節和閉鎖式槍栓等結構有著很大的關係。而且它的指向性非常出色，有利於瞄準，射擊時的姿勢也很舒服。尤其是在射擊精度上與採用開放式槍栓的衝鋒槍相比，於首發命中率方面有著壓倒性的優勢。
由於已裝上整體式消聲器，因此K7使用亞音速的9×19公釐帕拉貝倫彈作為其子彈，以大幅減少射擊時的噪音。
K7採用專用的30發可拆卸式直彈匣，亦可使用烏茲衝鋒槍的20、25、32、40或50發可拆卸式彈匣或貝瑞塔M12衝鋒槍的20、32或40發可拆卸式彈匣。K7仍然保留來自K1A模樣的彈匣插座，但內部不能裝上K1A彈匣，而只能裝上9毫米口徑彈匣。
K7有三種發射模式，分別是：「半自動」、「三點發」和「全自動」。但是，如果使用多次全自動射擊的話會更快令消聲器內的阻體失效。由於槍機較輕，因此其射速會達到1,050—1,250發／分鐘，但主要還是在1,100發／分鐘之內。而其照門和準星同樣來自K1A，適用於半自動射擊、低射速和其有效射程內。
K7的上機匣是來自K2，但亦有經過修改。而擊錘、發射模式以及伸縮式槍托則是來自K1。

## 整體式消聲器
由於槍口已裝上整體式消聲器，因此會降低發射後的高壓火藥燃氣壓力，以及需要使用槍口初速較低的亞音速9×19公釐帕拉貝倫彈作為其子彈，令射擊時的噪音變得不明顯。此外，消聲器會使槍聲變得扭曲，令敵方幾乎沒有認出是槍聲的可能。但同樣重要的是，消聲器亦能夠將槍口焰消除，使得就算在晚上用肉眼亦難以發現其槍口焰。
K7射擊時所引發的噪音是在111至120分貝之間。

## 使用國
| 國家                 | 組織名稱                       |
| -------------------- | ------------------------------ |
|                      | 孟加拉海軍特殊戰潛水和打撈部隊 |
| 柬埔寨               | 柬埔寨王家陸軍特種部隊司令部   |
| 哥伦比亚             | 哥倫比亞軍隊特種部隊           |
| 印度尼西亞           | 印尼海軍青蛙司令部             |
| 印度尼西亞           | 印尼海軍死亡之海分隊           |
| 印度尼西亞           | 印尼陸軍特種部隊司令部         |
| 伊朗                 | 總統衛隊                       |
|                      | 大韓民國陸軍特戰司令部         |
| 大韓民國海軍特戰戰團 |                                |
| 泰國                 | 泰國軍隊特種部隊               |

## 流行文化

### 電子遊戲
- 2012年—《战争前线》：命名为“大宇K7”，使用30发弹匣供彈，为工程兵专用武器，中国大陆服务器为专家解锁，欧美与俄罗斯服务器为抽奖武器，可以改装瞄准镜（EOTECH 553全息瞄准镜、绿点全息瞄准镜、红点瞄准镜、冲锋枪普通瞄准镜、冲锋枪高级瞄准镜、冲锋枪专家瞄准镜），不可改装枪口与战术导轨，视为自带消音器与枪口制退器。
- 2013年—：命名為「K7」，黑色槍身，造型上機匣頂部裝有MIL-STD-1913戰術導軌，載彈量32發（聯機模式時可使用改裝：延長彈匣增至48發），初始攜彈量為64發（聯機模式），最高攜彈量為224發（戰役模式）和192發（聯機模式），內置消音器。戰役模式之中由美國精銳部隊「魅影」（Ghosts）與「聯邦」（Federation）軍隊雙方所使用；聯機模式時可以使用紅點鏡、ACOG光學瞄準鏡、全息瞄準鏡、可變倍率反射式瞄準鏡、熱能探測混合式瞄準鏡、前握把、延長彈匣、穿甲彈、射速增加。

## 外部連結
- （英文）—Modern Firearms—Daewoo K7 submachine gun （页面存档备份，存于）
- （英文）—Security Arms.com—Daewoo K7 （页面存档备份，存于）
- （英文）—The Firearm Blog.com—POTD: Korean HK MP5SD Or Is It? （页面存档备份，存于）
- （英文）—S&T Daewoo Homepage
- （英文）—Daewoo K7 Submachinegun
- （英文）—weaponsystems.net—Daewoo K-7
- （英文）—Tactical-Life.com—12 Rifles, Machine Guns, Shotguns, & Pistols Used by ROK Marines | Photos （页面存档备份，存于）
- （英文）—YouTube上的Daewoo K7 Machine Gun
- —blog.naver.com K1 至 K7 圖片 （页面存档备份，存于）